# Radialgeschwindigkeit

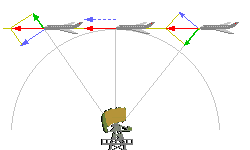
Aufspaltung der Bahngeschwindigkeit (rote Pfeile) in Radialgeschwindigkeit (grüne Pfeile) und Tangentialgeschwindigkeit (blaue Pfeile) am Beispiel eines an einem Radargerät vorbeifliegenden Flugzeuges

Radialgeschwindigkeit (von lat. radius »Stab«, »Radspeiche«) bei einer Kreisbewegung ist die Geschwindigkeitskomponente, die vom Kreismittelpunkt nach außen weist.
Bei vektorieller Darstellung einer beliebigen Bewegung in Polar- oder Kugelkoordinaten bezeichnet die Radialgeschwindigkeit die Geschwindigkeitskomponente der Bahngeschwindigkeit entlang des Strahls (Radius), der vom Koordinatenursprung zum betrachteten Objekt zeigt.
Während die radiale Komponente einer kreisförmigen und die axiale Komponente einer spiralförmigen Bewegung geradlinig verlaufen, folgt die tangentiale Komponente der Kreisbahn und wird als Tangentialgeschwindigkeit oder Umlaufgeschwindigkeit bezeichnet. Letztere kann auch als Winkelgeschwindigkeit dargestellt werden.
Bei Beobachtung eines ortsveränderlichen Objekts kann die Radialgeschwindigkeit aus der Frequenzverschiebung des zur Beobachtung verwendeten Trägersignals geschlossen werden (Dopplereffekt). Dabei wird die Veränderung der Frequenz des zum Objekt hinlaufenden Signals (Sonar, Radar) gemessen, nachdem es vom Objekt reflektiert wurde. Sofern die Ursprungsfrequenz bekannt ist (etwa in der beobachtenden Astronomie), genügt auch die Messung der Frequenz der vom Objekt ausgesendeten Welle.

## Radar- und Sonartechnik
In der Radar- und Sonartechnik ist die Radialgeschwindigkeit das Maß für eine dem Sendesignal auferlegte Dopplerfrequenz. Die Auswertung der Dopplerfrequenz wird zur Unterscheidung von bewegten und unbewegten Objekten verwendet (Moving Target Indication): die Eigenschaft „bewegt“ kann nur erkannt werden, wenn eine Radialgeschwindigkeit vorliegt; bewegt sich ein Objekt nur mit einer Tangentialgeschwindigkeit, so wird es nur als unbewegtes Objekt erkannt.

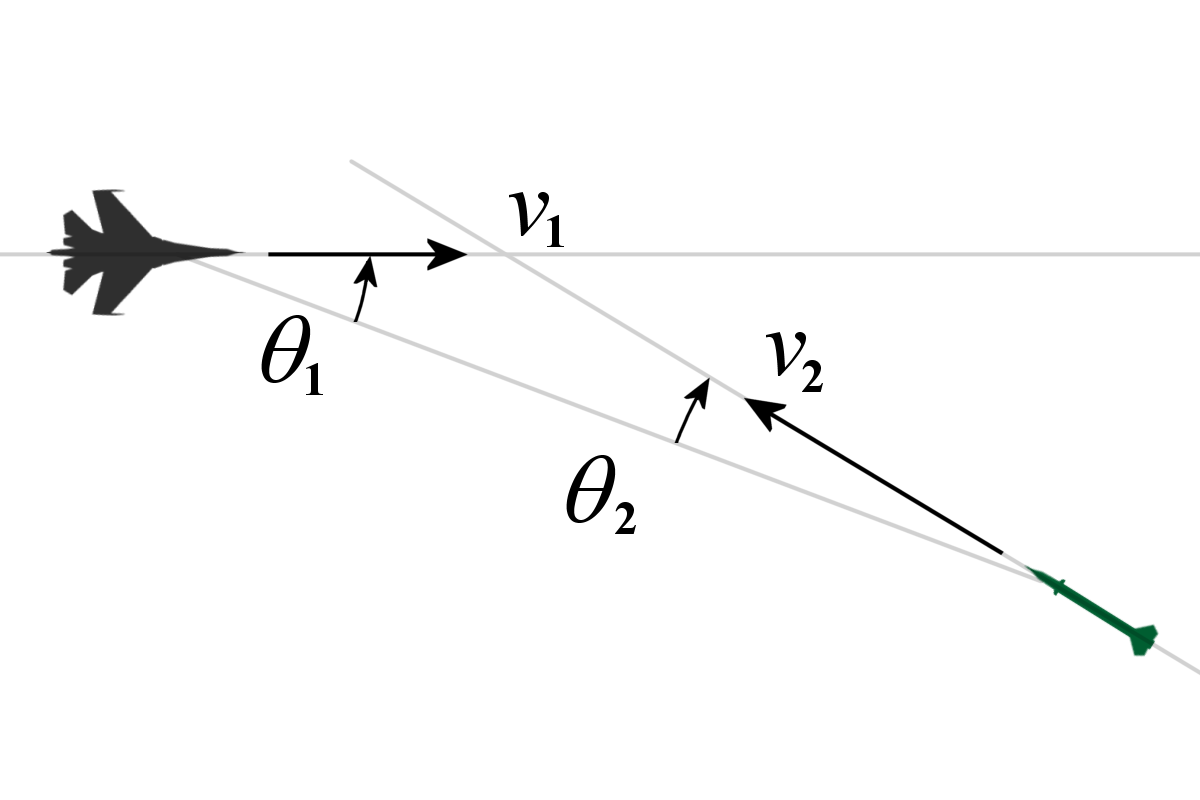
Berechnung der Radialgeschwindigkeit aus zwei verschiedenen Geschwindigkeitsvektoren.

Wenn ein Radar von einer bewegten Plattform aus betrieben wird, so fließen beide Geschwindigkeiten in die Radialgeschwindigkeit ein, es müssen beide Bewegungsrichtungen durch eine Cosinus-Beziehung berücksichtigt werden. Als Radialgeschwindigkeit wird bei in etwa entgegengesetzter Bewegungsrichtung gemessen:
{\displaystyle v_{r}=v_{1}\cdot \cos {\theta _{1}}+v_{2}\cdot \cos {\theta _{2}}}
wobei v1 und v2 die jeweiligen Geschwindigkeiten von Radar und reflektierendem Objekt, die Winkel θ1 und θ2 die Winkelabweichungen der Kurse von der direkten Sichtlinie zueinander sind. Haben Plattform und reflektierendes Objekt annähernd gleiche Bewegungsrichtung, so ändert sich in der Gleichung mindestens ein Vorzeichen, da einer der Winkel größer als 90° wird und dessen Cosinus deshalb negativ wird.

## Astronomie
Analog zu der allgemeinen Definition ist in der Astronomie die Radialgeschwindigkeit die Geschwindigkeitskomponente eines Himmelskörpers in Richtung der Sichtlinie eines Beobachters. Das Licht eines Objekts mit erheblicher Radialgeschwindigkeit unterliegt dem Dopplereffekt:
| Objekt …                                          | … entfernt sich                       | … nähert sich                          |
| ------------------------------------------------- | ------------------------------------- | -------------------------------------- |
| Radialgeschwindigkeit                             | {\displaystyle v_{r}>0}               | {\displaystyle v_{r}<0}                |
| Wellenlänge {\displaystyle \lambda } des Lichts … | … wird vergrößert                     | … wird verkleinert                     |
| Verschiebung der Spektrallinien                   | Rotverschiebung {\displaystyle (z>0)} | Blauverschiebung {\displaystyle (z<0)} |
| Frequenz des Lichts …                             | … sinkt                               | … steigt                               |

Die Radialgeschwindigkeit eines Sterns oder eines anderen leuchtenden, entfernten Objekts kann präzise gemessen werden, indem ein hochaufgelöstes Spektrum von ihm aufgenommen wird und dessen Spektrallinien mit den aus Laborversuchen bekannten Spektrallinien verglichen werden. Die daraus ermittelte Rot- bzw. Blauverschiebung lässt sich direkt in eine Geschwindigkeit umrechnen. Auf diesem Weg ist es allerdings nur möglich, die Geschwindigkeitskomponente in Richtung zum Objekt zu ermitteln, nicht die Komponente senkrecht zur Sichtlinie (Tangentialgeschwindigkeit).

### Räumliche Dynamik von Sternsystemen und Galaxien
Die Messung von Radialgeschwindigkeiten (abgekürzt RG) ist u. a. ein wesentlicher Beitrag zur Erforschung der Dynamik von Sternhaufen, in größerem Maßstab auch von Galaxien und für die Kosmologie. Wenn von Himmelskörpern die räumliche Position (Koordinaten α, δ plus Entfernung) sowie die zwei Komponenten der Eigenbewegung bekannt sind, gibt die RG den vollständigen Geschwindigkeitsvektor.
Damit lassen sich im Rahmen der Himmelsmechanik verschiedene Bewegungsmodelle erstellen, beispielsweise für Doppel- und Mehrfachsterne, für Sternhaufen und Sternströme, für die Rotation der Milchstraße, die Verteilung der Dunklen Materie oder die Gezeitenkräfte zwischen Galaxien. Für die aus der Expansion des Universums resultierende Relativbewegung zwischen Galaxien wird auch die Bezeichnung Rezessionsgeschwindigkeit verwendet.
Einige Beispiele für Radialgeschwindigkeiten:
- Naher Stern Arktur (α im Sternbild Bootes): −5 km/s.
- Wildentenhaufen M 11, ein offener Sternhaufen: +22 km/s.
- Andromedagalaxie M 31: −301 km/s, sie bewegt sich also auf uns zu.
- Galaxie Messier 66 (30 Millionen Lichtjahre): +727 km/s.

Die 3 erstgenannten Radialgeschwindigkeiten sind heliozentrisch, wie sie sich aus spektroskopischen Messungen der Blau- bzw. Rotverschiebung von Spektrallinien des jeweiligen Objekts im Jahresverlauf ergeben (dazu ist eine geeignete Mittelbildung erforderlich). Für die Nachbargalaxie M 31 und fernere Galaxien sind aber weitere Reduktionen vorzunehmen:

Da nämlich die Sonne (und damit die erdgebundene Beobachtung) mit hoher Geschwindigkeit um das galaktische Zentrum kreist, entspricht die heliozentrische Radialgeschwindigkeit nicht der Geschwindigkeit, mit der sich M31 und die Milchstraße aufeinander zubewegen; dieser Wert liegt mit −114 km/s deutlich niedriger.

### Spektroskopische Doppelsterne und Exoplaneten
Bei Doppelsternsystemen bewirkt die Umlaufbewegung der beteiligten Sterne eine fortwährende Veränderung ihrer Radialgeschwindigkeiten. Dadurch ist auch bei teleskopisch nicht trennbaren Sternen feststellbar, dass es sich um Zwei- oder Mehrfachsysteme handelt (→ spektroskopische Doppelsterne). Durch genaue Analyse der Radialgeschwindigkeiten können die Massenverhältnisse und einige Bahnelemente, wie Exzentrizität und große Halbachse abgeschätzt werden.

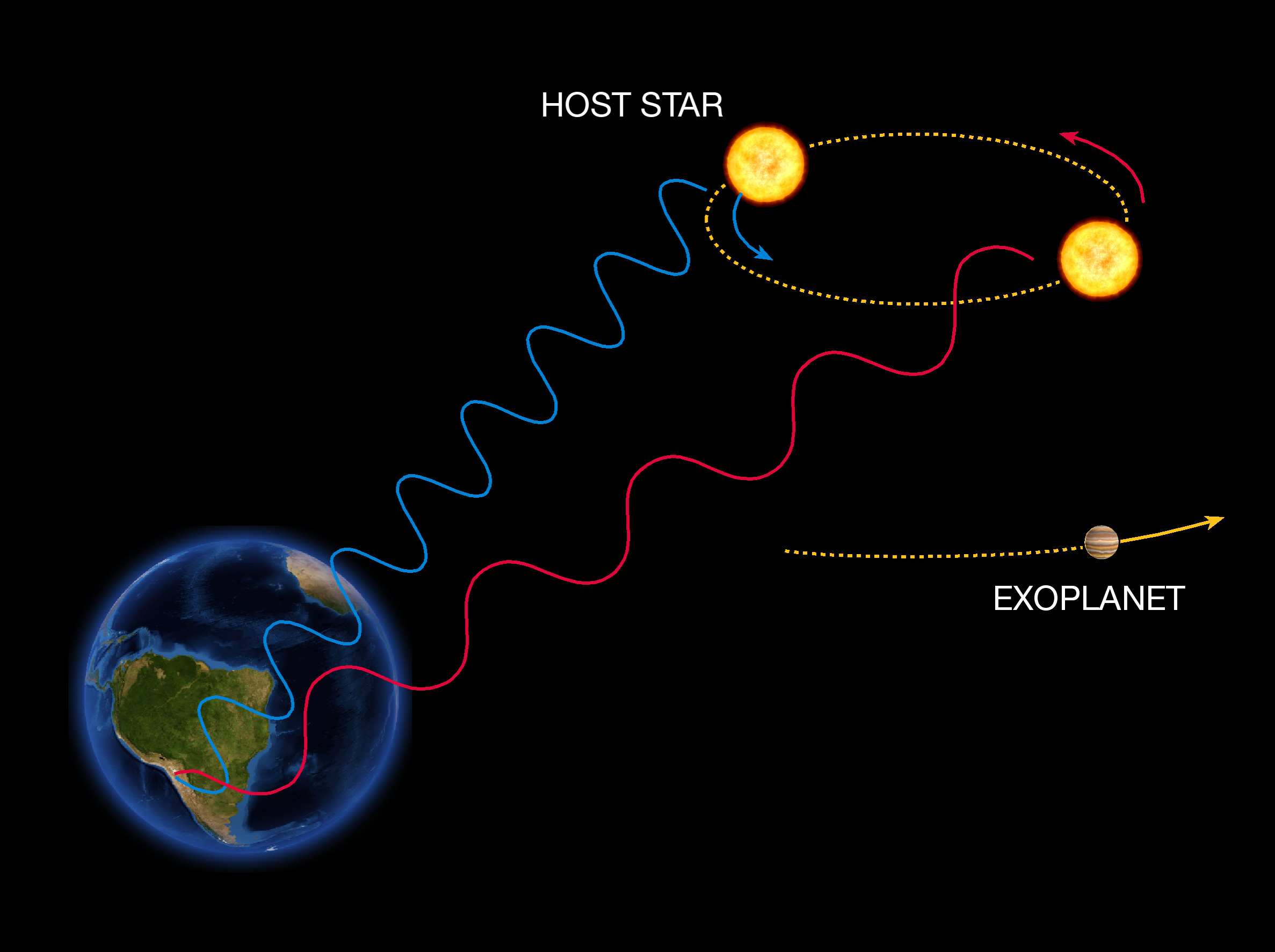
Suche nach Exoplaneten: Hat der Stern einen (unsichtbaren) Begleiter, so schwankt die Radialgeschwindigkeit wegen der Bewegung um den gemeinsamen Schwerpunkt: Rotverschiebung bei Bewegung von der Erde weg, umgekehrt Blauverschiebung.

Die gleiche Methode wurde sehr erfolgreich verwendet, um ansonsten unsichtbare Planeten (Exoplaneten) um Sterne nachzuweisen. Auch die Rotationsgeschwindigkeiten größerer astronomischer Objekte, wie Galaxien und Galaxienhaufen, lassen sich mit Hilfe der unterschiedlichen Radialgeschwindigkeiten des enthaltenen Materials bestimmen.